# Château du Praron
Le château du Praron est un château situé sur la commune de Lemps dans le département de l'Ardèche.